# Jacqueline du Bief
Pour les articles homonymes, voir Bief (homonymie).
 (juin 2014).
Jacqueline du Bief, née le 4 décembre 1930 à Paris 16e, est une patineuse artistique française. Elle fut championne du monde en 1952 à Paris.

## Biographie

### Carrière sportive
Jacqueline Dubief a commencé à patiner avec sa sœur Raymonde, excellente patineuse également mais qui ne devint pas championne. Elle ne cesseront jamais de patiner ensemble.
Elle eut pour entraîneur, Lucien Lemercier à partir de 1939, puis Jacqueline Vaudecrane, la championne de France d'avant guerre, à partir de 1941, à la patinoire fédérale de Boulogne Billancourt et à Molitor.
Elle domina le patinage artistique féminin d'après guerre en devenant six fois championne de France entre 1947 et 1952, date à laquelle elle arrête le patinage amateur.
Elle eut une carrière internationale plus médaillée que les patineuses françaises qui l'avaient précédées comme Gaby Barbey par exemple. Elle obtint trois médailles européennes (le bronze en 1950 à Oslo, l'argent en 1951 à Zurich et l'argent encore en 1952 à Vienne). Aux championnats du monde, elle obtint l'argent en 1951 à Milan, et surtout la consécration en 1952 à Paris en obtenant l'or mondial. Elle participa également à deux olympiades où elle fut seizième en 1948 à Saint-Moritz et obtenue le bronze en 1952 à Oslo, jamais encore acquis pour le patinage français en catégorie dames.
On peut remarquer également que Jacqueline du Bief a eu une courte carrière en couples avec Tony Font où ils furent champions de France en 1950 et 1951, mais ne participèrent pas aux championnats internationaux.
En 1952, après les Jeux olympiques et les championnats du monde, elle quitta le patinage amateur.

### Reconversion

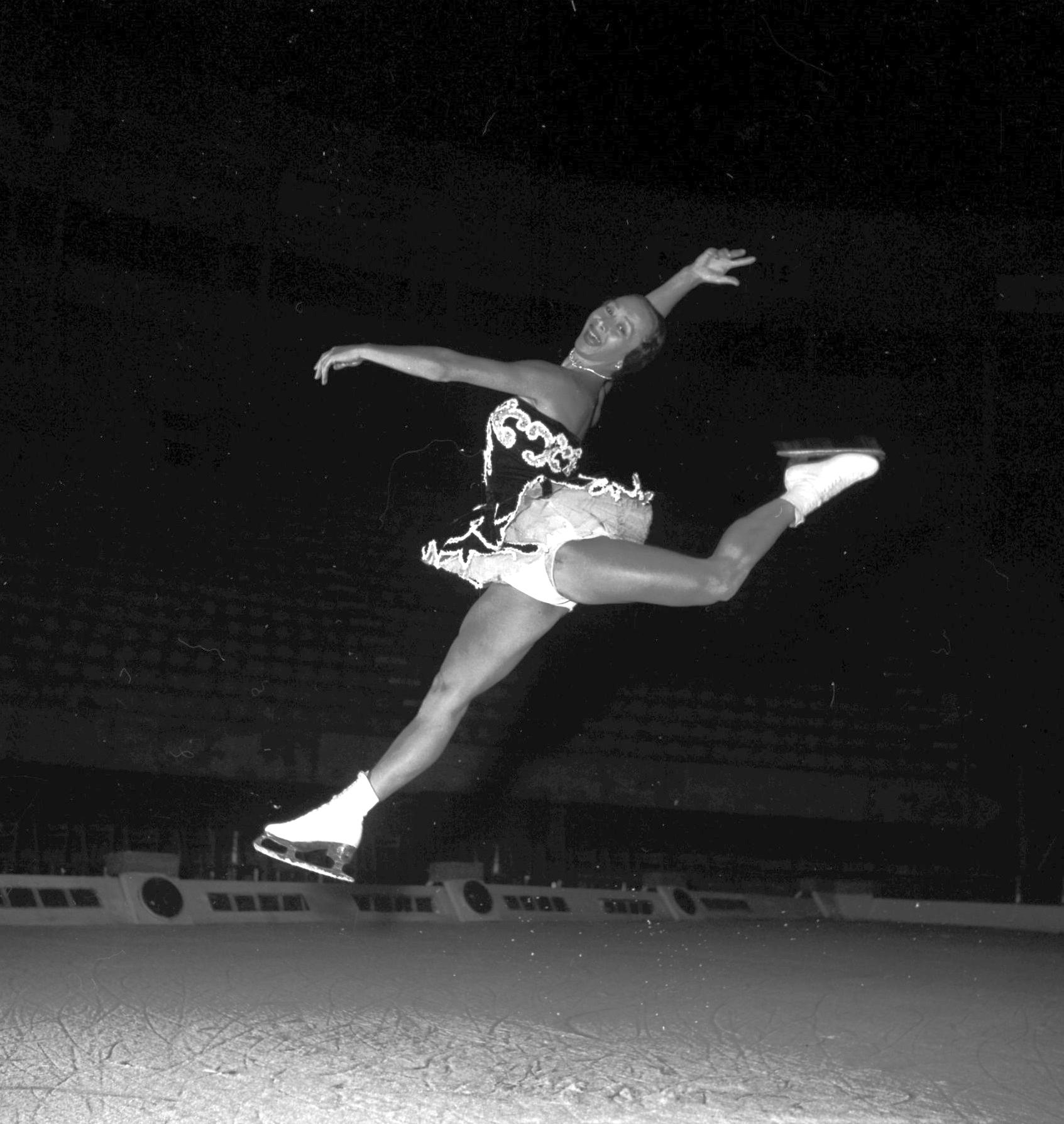
Jacqueline du Bief en représentation à la patinoire de Toulouse, 1953. Photographie d'André Cros, Archives de Toulouse.

Après son départ de chez les amateurs, en 1952, elle signe un contrat avec la plus grande revue américaine de l'époque, Ice Capades. Elle patinera également avec d'autres revues: Hollywood Ice Revues...
En 1964, après 12 ans dans le patinage professionnel, elle décide de se tourner vers le professorat.

## Palmarès
| Compétition             | 1947 | 1948 | 1949 | 1950 | 1951 | 1952 |  |  |  |  |  |  |  |  |  |
| Jeux olympiques d'hiver |      | 16e  |      |      |      | 3e   |  |  |  |  |  |  |  |  |  |
| Championnats du monde   |      | 18e  | 9e   | 6e   | 2e   | 1re  |  |  |  |  |  |  |  |  |  |
| Championnats d’Europe   |      |      | 7e   | 3e   | 2e   | 2e   |  |  |  |  |  |  |  |  |  |
| Championnats de France  | 1re  | 1re  | 1re  | 1re  | 1re  | 1re  |  |  |  |  |  |  |  |  |  |
|                         |      |      |      |      |      |      |  |  |  |  |  |  |  |  |  |